# Valsa dos Detectives
Valsa dos Detectives é um álbum de estúdio da banda de pop rock português GNR. Editado em Março de 1989 pela EMI – Valentim de Carvalho. Nota-se a banda mais introspectiva e melancólica, sendo o álbum marcado por uma produção mais densa. O estilo pop rock era agora uma certeza da banda. 
Zézé Garcia (ex membro dos Mler Ife Dada) apresenta-se como o novo guitarrista. Deste álbum saiu o single "Morte ao Sol". 
Foi um disco pouco amado pela crítica mesmo assim atingiu o galardão de prata entregue, no Coliseu, pelo jogador Vata do Benfica. O grupo não gostou do trabalho do produtor Remy Walter. Consideram que foi um disco que não correu muito bem e que acabaram por recuperar as músicas no In Vivo.

## Faixas

### LP

#### Lado A
| N.º | Título                 | Duração |  |
| 1.  | "Morte ao Sol"         | 4:38    |  |
| 2.  | "Valsa dos Detectives" | 3:18    |  |
| 3.  | "Impressões Digitais"  | 4:08    |  |
| 4.  | "1991"                 | 6:33    |  |

#### Lado B
| N.º | Título                          | Duração |  |
| 1.  | "(Um Chamado) Desejo Eléctrico" | 3:45    |  |
| 2.  | "Jardim D'Alá / Walkin'"        | 8:21    |  |
| 3.  | "Dama ou Tigre"                 | 5:18    |  |
| 4.  | "Falha Humana"                  | 4:09    |  |

## Membros da banda
- Rui Reininho   (voz)  [2]
- Jorge Romão   (baixo)
- Tóli César Machado   (bateria)  [2]
- Zézé Garcia   (guitarra)  [2]

Artistas convidados
- Telmo Marques   (teclas)  [2]
- Manuel Ribeiro   (guitarra e voz)  [2]
- Paulo Marinho   (gaita de foles)  [2]